# Trachysphyrus imperator
Trachysphyrus imperator är en stekelart som beskrevs av Porter 1967. Trachysphyrus imperator ingår i släktet Trachysphyrus och familjen brokparasitsteklar. Inga underarter finns listade i Catalogue of Life.